# Громовенко Павло Федорович
Павло Федорович Громовенко (24 червня 1941, Хрещенівка — 18 жовтня 1997, Київ) — український актор, майстер художнього слова.

## Біографія
Народився 24 червня 1941 року в селі Хрещенівці Нововоронцовського району Херсонської області. Його батько, Федір Парфентійович, під час радянсько-німецької війни пропав безвісти у квітні 1944 року, мати, Галина Іванівна, у 1945 році загинула від вибуху снаряда, після чого, Павла з братом Анатолієм взяли на виховання дід з бабою. Під час голоду 1947 року дітей віддали у дитячий будинок, який знаходився у районному центрі — Нововоронцовці. У 1948 році родичі Павла забрали у Хрещенівку, де хлопчик пішов у перший клас семирічної школи.
Після закінчення школи Павло працював теслею, бетонником, вантажником на Донбасі, у Нікополі. Потім поїхав на Південний Урал, в Орськ, де жив тоді брат Анатолій. Там на заводі він освоїв професію електрозварника. В Орську, після постановки у театрі юного глядача в 1961 році п'єси «Назар Стодоля» українською мовою, в якій Павло Громовенко зіграв головну роль, і проявився його талант. Того ж року вступив на акторський факультет Київського театрального інституту.
У 1966 році закінчив Київський театральний інститут (у М. Єсипенка). В 1967—1969 роках працював в Київському театрі оперети, в 1969—1977 роках — в Київському українському драматичному театрі імені І. Франка, з 1977 року — в Київській філармонії, на українському радіо і телебаченні. З 1987 року — викладач Київського театрального інституту.

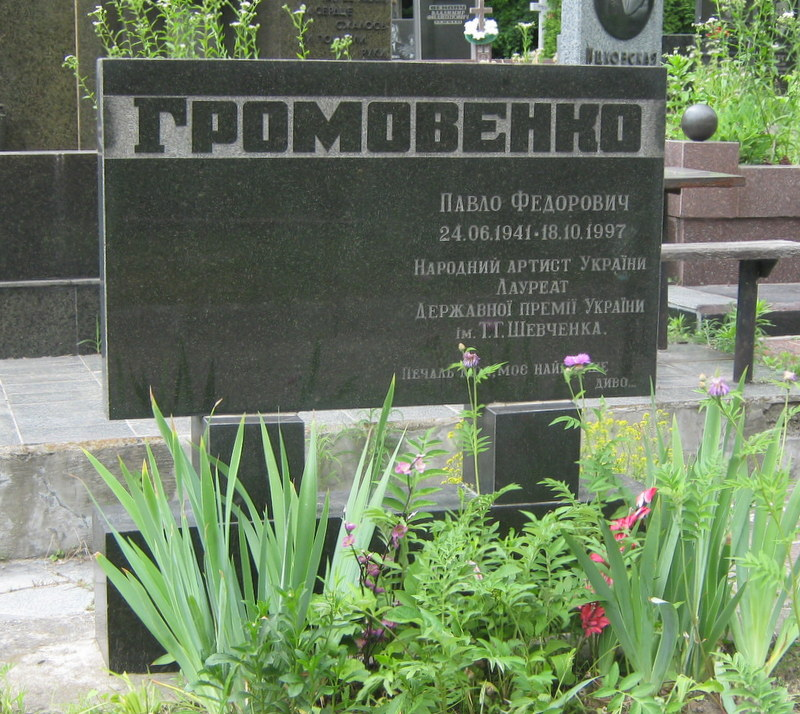
Могила Павла Громовенка

Жив у Києві (у 1964—1995 роках по вулиці Володимирській, 48). Загинув (збитий автомобілем) 18 жовтня 1997 року. Похований на Байковому кладовищі.

## Творчість
Твори: моновистави за творами української і російської класики, сучасачних письменників: «Стою на землі» Б. Олійника, «Моя колиска — скіфський степ» (українська поезія, проза, пісня, романс), дві програми за творчістю В. Шукшина — «Я прийшов дати вам волю» та «Червоної калини гроно»;  «Вінок сонетів» (класична європейська поезія епохи Відродження — Ф. Петрарки, В. Шекспіра, П. Скаррона та інше; у супроводі піаністки І. Порошнєвої, яка виконувала твори Дж. Палестрини, А. Скарлатті, Ф. Ліста, Й. С. Баха), «Я честь віддам титану Прометею» (українська класика), «…Найбільш за все — любов до батьківщини» (за творами О. Гончара, Р. Гамзатова, І. Драча, Ч. Айтматова, Ю. Яновського), «Із забуття — в безсмертя» (твори розстріляного відродження), «Я єсть народ» (за творами українських поетів). 
У літературній композиції «Зі сторінок, що неволила тьма» включено твори О. Олеся, Л. Старицької-Черняхівської, Є. Плужника, П. Тичини, М. Хвильового, І. Багряного, М. Руденка, В. Стуса. 
До програми «Козацькому роду нема переводу» входили твори Т. Шевченка, М. Гоголя, М. Вінграновського, Б. Мозолевського, М. Ільченка, С. Плачинди. 
Значне місце в творчості Павла Федоровича займала поезія Т. Шевченка. Програма 1984 року «Ми не лукавили з тобою» була заборонена офіційними органами як «соціально шкідлива» (у програмі — твори «Кавказ», «Посланіє…», «Розрита могила» та інші). До 175-ліття Т. Шевченка Павло Громовенко підготував програму «Та не однаково мені…». У його трактуванні поет поставав як людина широкої ерудиції, європейський інтелігент, котрий своє життя, помисли й талант присвятив своєму народові. Епіграфом моновистави Громовенка були рядки з твору П. Гірника «Твори Шевченка гнів, а не жура!».

## Відзнаки
Заслужений артист УРСР (з 1985 року). Лауреат Шевченківської премії (1993 рік, за концертну програму «Та не однаково мені…» 1989—1992 років). Народний артист України (звання присвоєне Указом Президента України № 125/96 від 29 листопада 1996 року).